# Gmina Nerežišća
Gmina Nerežišća (chorw. Općina Nerežišća) – gmina w Chorwacji, w żupanii splicko-dalmatyńskiej. W 2011 roku liczyła 862 mieszkańców.

## Miejscowości
Gmina składa się z następujących miejscowości:
- Donji Humac
- Dračevica
- Nerežišća